# Nagasaka Yuto
Yuto Nagasaka (永坂 勇人 Nagasaka Yuto, sinh ngày 22 tháng 5 năm 1994) là một cầu thủ bóng đá người Nhật Bản thi đấu cho Mito HollyHock.

## Thống kê câu lạc bộ
Cập nhật đến ngày 23 tháng 2 năm 2018.
| Thành tích câu lạc bộ | Thành tích câu lạc bộ | Thành tích câu lạc bộ | Giải vô địch | Giải vô địch | Cúp                   | Cúp                   | Cúp Liên đoàn | Cúp Liên đoàn | Tổng cộng | Tổng cộng |
| Mùa giải              | Câu lạc bộ            | Giải vô địch          | Số trận      | Bàn thắng    | Số trận               | Bàn thắng             | Số trận       | Bàn thắng     | Số trận   | Bàn thắng |
| Quốc gia              | Quốc gia              | Quốc gia              | Giải vô địch | Giải vô địch | Cúp Hoàng đế Nhật Bản | Cúp Hoàng đế Nhật Bản | J. League Cup | J. League Cup | Tổng cộng | Tổng cộng |
| --------------------- | --------------------- | --------------------- | ------------ | ------------ | --------------------- | --------------------- | ------------- | ------------- | --------- | --------- |
| 2013                  | Consadole Sapporo     | J2 League             | 0            | 0            | 0                     | 0                     | –             | –             | 0         | 0         |
| 2013                  | Khonkaen FC           | TL1                   | 5            | 0            | –                     | –                     | –             | –             | 5         | 0         |
| 2014                  | Consadole Sapporo     | J2 League             | 0            | 0            | 0                     | 0                     | –             | –             | 0         | 0         |
| 2015                  | Consadole Sapporo     | J2 League             | 2            | 0            | 2                     | 0                     | –             | –             | 4         | 0         |
| 2016                  | Consadole Sapporo     | J2 League             | 3            | 0            | 2                     | 0                     | –             | –             | 5         | 0         |
| 2017                  | Consadole Sapporo     | J1 League             | 0            | 0            | 1                     | 0                     | 4             | 0             | 5         | 0         |
| 2017                  | Mito HollyHock        | J2 League             | 0            | 0            | –                     | –                     | –             | –             | 0         | 0         |
| Tổng cộng sự nghiệp   | Tổng cộng sự nghiệp   | Tổng cộng sự nghiệp   | 10           | 0            | 5                     | 0                     | 4             | 0             | 19        | 0         |